# Ilang-ilangsläktet
Ilang-ilangsläktet (Cananga) är ett växtsläkte i familjen kirimojaväxter. Släktet omfattar två arter som förekommer naturligt i tropiska Asien och Australien. En art, ilang-ilang (C. odorata), odlas för sitt höga innehåll av eteriska oljor.

### Webbkällor
- Australian Plant Name Index
- Svensk Kulturväxtdatabas
- Wikimedia Commons har media som rör Ilang-ilangsläktet.